# Microlongichneumon speculatus
Microlongichneumon speculatus är en stekelart som beskrevs av Heinrich 1968. Microlongichneumon speculatus ingår i släktet Microlongichneumon och familjen brokparasitsteklar. Inga underarter finns listade i Catalogue of Life.